# Kgalema Motlanthe
Petrus Kgalema Motlanthe (Johannesburg, 19 luglio 1949) è un politico sudafricano.
È stato il terzo Presidente del Sudafrica dal 25 settembre 2008 al 9 maggio 2009; da quella stessa data al 2014 è stato vicepresidente del Sudafrica, nominato dal suo successore Jacob Zuma. Il suo partito di appartenenza è l'African National Congress.